# Philippe Zdar
Philippe Zdar, de nacimiento Philippe Cerboneschi, (Saboya, Francia; 26 de abril de 1967 – París, Francia; 20 de junio de 2019) fue un productor, compositor y Dj francés conocido por haber formado parte de los dúos de música electrónica Cassius y Motorbass  y por ser fundador del renombrado estudio de grabación parisino Motorbass Studio.
Zdar jugó una pieza fundamental como músico en el desarrollo del movimiento French Touch a finales de los noventa y más tarde como productor musical colaborando con artista como Phoenix, Franz Ferdinand, Kanye West, Two Door Cinema Club entre otros. Su repentina muerte en junio de 2019, después de caer accidentalmente de un piso alto de un viejo edificio parisino, sacudió al mundo de la música.